# Роман Вуйцицький
Роман Мирослав Вуйцицький (пол. Roman Mirosław Wójcicki; нар. 8 січня 1958 Ниса, Польща) — польський футболіст, виступав на позиції центрального захисника. Бронзовий призер чемпіонату світу 1982 року.

## Клубна кар'єра
Футбольну кар'єру розпочинав у ниській «Сталі», куди прийшов у віці 11 років у 1969 році. Спочатку грав у нападі. У 1975 році виграв з складі Стали 3 місце на загальнопольській Спартакіаді Молоді. Там його помітили селекціонери опольської «Одри».
У 1976 році в молодіжному складі «Одри» став віце-чемпіоном країни. У фіналі Одра крупно програла краківській «Віслі» (1:5). Єдиний м'яч опольської команди в цій грі забив Роман. Після цього був переведений в основну команду клубу. У 1977 році завоював Кубок польської ліги. 24 липня 1977 року дебютував у Вищій лізі в матчі з «Полонією» (Битом). Проявив себе в матчі Кубка УЄФА з «Магдебургом», коли практично виключив з гри зірку німецького клубу Йоахіма Штрайха. У дебютному сезоні зайняв 10 місце в підсумковому опитуванні на звання найкращого футболіста Польщі. У сезоні 1979 року розпочав грати на позиції центрального захисника. В опитуванні 1979 року посів 5 місце.
У 1980 році був призваний на військову службу і перейшов в армійський вроцлавський «Шльонськ». Дебютував за новий клуб в травневневому матчі з «Завішою» і відзначився єдиним голом у матчі. Привів команду до бронзових нагород чемпіонату. У 1982 році завоював зі «Шльонськом» срібні нагороди чемпіонату.
У 1982 році демобілізувавшись, перейшов у лодзинський «Відзев». З клубом виграв срібло чемпіонату і вийшов до півфіналу Кубка Чемпіонів. У чвертьфіналі з «Ліверпулем» повністю закрив найкращого бомбардира Європи Іана Раша. Восени забив чудовий м'яч у Кубку УЄФА в ворота празької «Спарти». Став 2 в опитуванні на звання найкращого польського футболіста. У 1984 році втретє поспіль став срібним призером чемпіонату і був визнаний найкращим гравцем року. У 1985 році завоював третє місце в лізі і Кубок Польщі, забивши в тому числі і переможний м'яч у серії післяматчевих пенальті у фіналі кубка. У 1986 році знову бронзовий призер польського чемпіонату.
У 1986 році перейшов до складу дебютанта Бундесліги «Гомбург», щоб заробити більше коштів для існування. У 1988 році вилетів з командою до Другої ліги. Перейшов до складу іншого клубу, який вилетів з Бундесліги — «Ганновер 96». У 1990 році став фіналістом кубка ФРН. У 1992 році виграв з клубом новий Кубок Німеччини. 
Закінчив Вищу спортивну школу в Кельні, отримавши диплом тренера.
Влітку 1993 року перейшов у клуб регіональної ліги «Гафельзе», де став граючим тренером.

## Кар'єра в збірній
26 вересня 1975 дебютував у складі молодіжної збірної Польщі в матчі з молодіжною збірною НДР.
5 квітня 1978 року був заявлений на матч головної збірної з греками, а тиждень потому дебютував у грі зі збірною Ірландії в Лодзі. Був у складі збірної на Чемпіонаті світу в Аргентині, але на поле не виходив. На чемпіонаті світу в Іспанії брав участь у переможному матчі за третє місце проти збірної Франції.
Після завершення чемпіонату світу став постійним гравцем збірної на позиції центрального захисника. На його кар'єрі в збірній не позначився навіть автогол, яким Вуйцицький відзначився в матчі зі збірною Радянського Союзу у відбірковому турнірі до чемпіонату Європи в Хожуві.
У 1984 році виграв зі збірною Польщі Кубок Неру, на якому став найкращим бомбардиром з 3-а голами.
Учасник чемпіонату світу 1986 року в Мексиці.
Кар'єру в збірній закінчив навесні 1989 року, провівши в ній 62 матчі (лише в офіційних матчах, не рахуючи, наприклад, кубка Неру). У футболці головної команди Польщі забив 2 м'ячі (27 січня 1984 року приніс перемогу над КНР, 17 травня 1987 року відзначився голом у воротах збірної Угорщини). Також провів 6 матчів у юніорській збірній, 10 — у молодіжній, 9 — у складі другої збірної (2 голи). За всі 62 поєдинки отримав всього 4 жовті картки й жодної червоної.

## Кар'єра тренера
Тренерську діяльність розпочав ще будучи гравцем, поєднуючи кар'єру футболіста та головного тренера в клубі «Гафельзе». Згодом повністю сконцентрувався на тренерській роботі, а в 1995 році очолив «Дамла Генц» (Ганновер). Потім тренував молодіжні команди ганноверського «Вердера» та «Ваккер» (Нейштадт).
З 2001 року паралельно з основною роботою у вільний від неї час продовжував тренерську діяльність. У січні 2007 року знову очолив «Дамла Генц» (Ганновер).
Паралельно з роботою та тренуваннями продовжив кар'єру футболіста на ветеранському рівні. З 2011 року виступав за «Ганновер U-50», учасник фінального поєдинку чемпіонату Нижньої Саксонії в «Дунумі» проти Кромбахра U-50. «Ганновер» у тому поєдинку здобув перемогу з рахунком 4:0. 

## Досягнення

### Клубні

#### Національні
«Відзев»
- Екстракляса
  -  Чемпіон (1): 1981/82

- Кубок Польщі
  -  Володар (1): 1984/85

«Одра» (Ополе)
- Кубок польської ліги
  -  Володар (1): 1977

«Ганновер»
- Кубок Німеччини
  -  Володар (1): 1991/92

#### Міжнародні
Відзев
- Міжнародний футбольний кубок
  -  Володар (1): 1982

### У збірній
- Чемпіонат світу
  -  Бронзовий призер (1): 1982

## Стиль гри
Наприкінці 70-х — у 80-х роках — провідний центральний захисник збірної Польщі. Мав вражаючі антропометричні дані, вдало грав головою як в обороні, так і при атакувальних діях своєї команди. Як для захисника демонстрував прекрасну результативність. Така вдала гра біля воріт команд-суперника пояснювалася тим, що Роман розпочинав кар'єру в нападі, й лише згодом його перевели до захисту. Вдало грав у захисті. Його основним недоліком, як наслідок високого зросту Вуйцицького, погана маневреність, через що поєдинки зі швидкими та маневреними суперниками Романа складалися для нього не дуже вдало.

## Особисте життя
Проживає в Німеччині. Окрім тренування команд з нижчих ліг Нижньої Саксонії, працює фізіотерапевтом в Нойштадт-ам-Рюбенберге. Має також і німецьке громадянство.